# Chlorestes
Chlorestes (saffierkolibries) is een geslacht van vogels uit de familie kolibries (Trochilidae) en de geslachtengroep Trochilini (briljantkolibries). Er zijn vijf soorten:
- Chlorestes candida  – Witbuikamazilia
- Chlorestes cyanus  – Witkinsaffierkolibrie
- Chlorestes eliciae  – Goudstaartsaffierkolibrie
- Chlorestes julie  – Paarsbuikkolibrie
- Chlorestes notata  – Blauwkeelsaffierkolibrie